# コヌカグサ
コヌカグサ(Agrostis gigantea)はイネ科の普通に見られる雑草の一つ。

## 特徴
コヌカグサは単子葉植物イネ科ヌカボ属の多年生植物である。
草丈は50-100cm程度になり、直立する。葉は細長く、長さ5-20cmで幅4-7mmでざらつき、葉耳がなく葉舌円形から切形で高さ3-5mmで縁はぎざぎざがありわかりやすい。
種子、地下茎、匍匐茎により繁殖する。
花穂は円錐花序で、長さ10-20cmで直立して伸び、花序の枝は輪生する。小穂は長さ2-2.5mmで小花は1個で初期は緑色をしているが後に赤紫色となり、内頴は護頴の半分より長い。開花時期は5-7月で花粉症の原因となる。

## 侵入と分布
原産地はヨーロッパで、北半球の温帯から亜寒帯に分布する。
牧草として導入されたものが脱出し雑草化した。
日本全国に分布し、日当たりの良い道端、畑地、牧草地、樹園地に生える。

## 利害
牧草としては積極的に利用されず、畑地、牧草地の雑草となっている。

## 参考文献

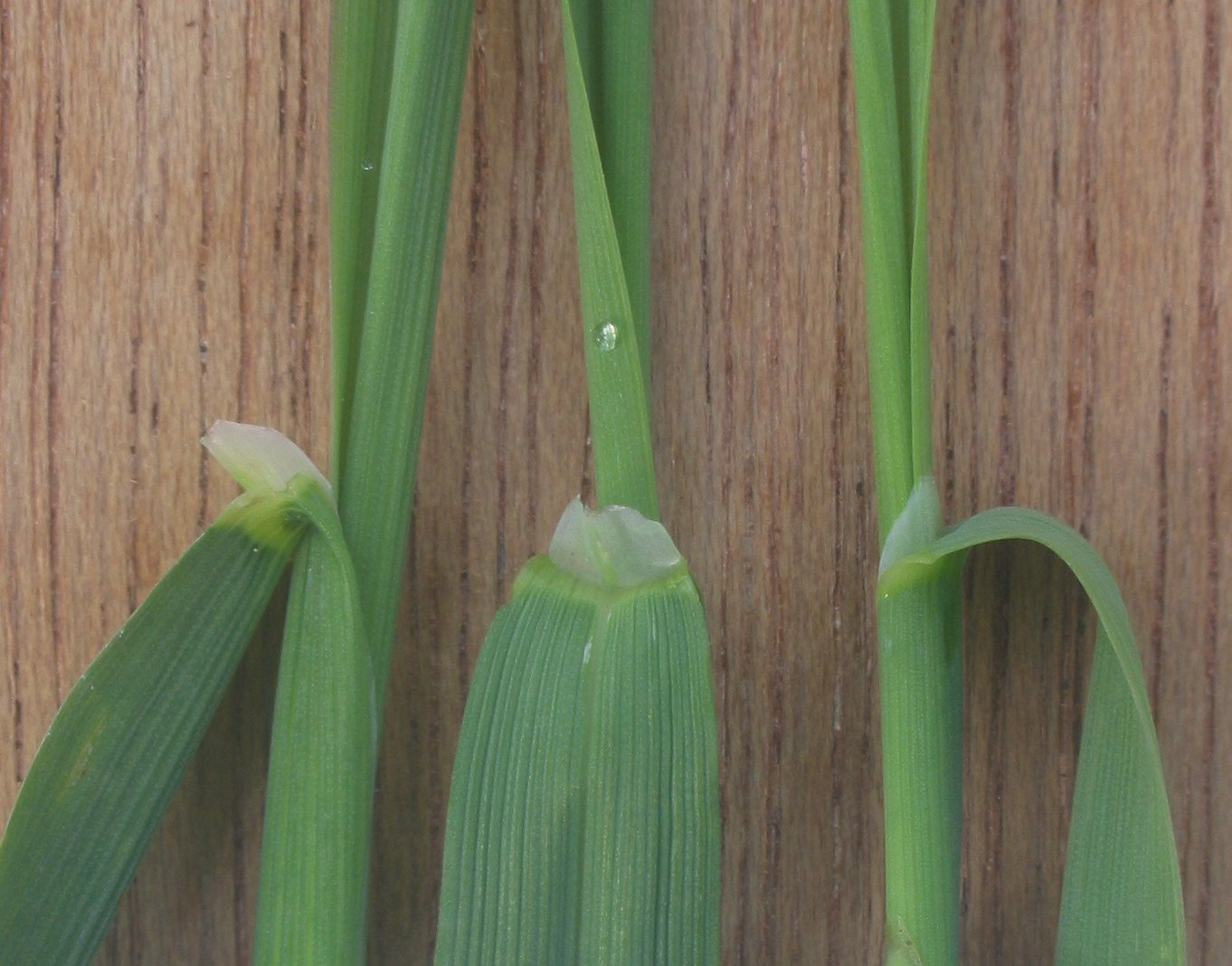
葉舌のようす